# لیندن (وستروالدکرایس)
لیندن (به آلمانی: Linden) یک شهر در آلمان است که در وستروالدکرایس واقع شده‌است. لیندن ۱۵۶ نفر جمعیت دارد.